# والتر دي سوزا غولارت
والتر دي سوزا غولارت (بالبرتغالية: Walter de Sousa Goulart‏) (مواليد 17 يوليو 1912) هو لاعب كرة قدم. يلعب مع منتخب البرازيل لكرة القدم. سبق له أن لعب في كأس العالم لكرة القدم مع منتخب بلاده.

## روابط خارجية
- والتر دي سوزا غولارت على موقع الاتحاد الدولي (مؤرشف)  (الإنجليزية)
- والتر دي سوزا غولارت على موقع ناشيونال فوتبول تيمز (الإنجليزية)
- والتر دي سوزا غولارت على موقع Soccerway.com (الإنجليزية)
- والتر دي سوزا غولارت على موقع عالم كرة القدم.نت (الإنجليزية)